# Myrcia vacciniifolia
Myrcia vacciniifolia là một loài thực vật có hoa trong Họ Đào kim nương. Loài này được (O.Berg) Nied. mô tả khoa học đầu tiên năm 1893.